# Festivali i Këngës në RTSH
Festival i Këngës er en albansk sangkonkurrence, som afholdes af den albanske nationale tv-station Radio Televizioni Shqiptar (RTSH).
Siden sin start i 1966 har alle kunstnere blevet bedt om at optræde live, med en jury som udvælgeler vinderen.
Siden 2003 har det været brugt til at vælge Albaniens optagelse i den internationale Eurovision Song Contest.
Konkurrencen har udviklet sig over tid, fra dens ydmyge begyndelse med mange neutrale temaer i sine sange til et redskab for det regerende kommunistiske parti i Albanien.
1972-konkurrencen blev truning point til konkurrencen, hvor diktatoren Enver Hoxha fik arrangørerne af Festivali i Këngës 11 myrdet, efter at de blev erklæret for "fjender af offentligheden" for beskyldninger for at sætte landet med "umoralske elementer" i de sange og forestillinger om natten.
Efter kommunismens fald i Albanien i 1991, var konkurrencen igen lov til at sprede temaer i sin konkurrerende sange, med mange konkurrerende og vindende sange med nye temaer, såsom indvandring / rejser og religion (begge ulovligt under det kommunistiske styre).
Da Albanien endelig ansøgte EBU om at deltage i Eurovision Song Contest, var de fleste enige om at det eneste rigtige var at lade vinderen af landets mest populære festival repræsentere Albanien. Og selv om der nu afholdes flere andre musik-festivaler rundt om i Albanien er det fortsat 'Festivali i Kenges' der leverer det albanske bidrag til ESC. Det er sket siden 2004

## Links
http://www.rtsh.al/festivali/ Arkiveret 12. december 2007 hos  Wayback Machine
41°19′09″N 19°49′19″Ø / 41.3192°N 19.8219°Ø